# Jüdischer Friedhof (Flörsheim am Main)

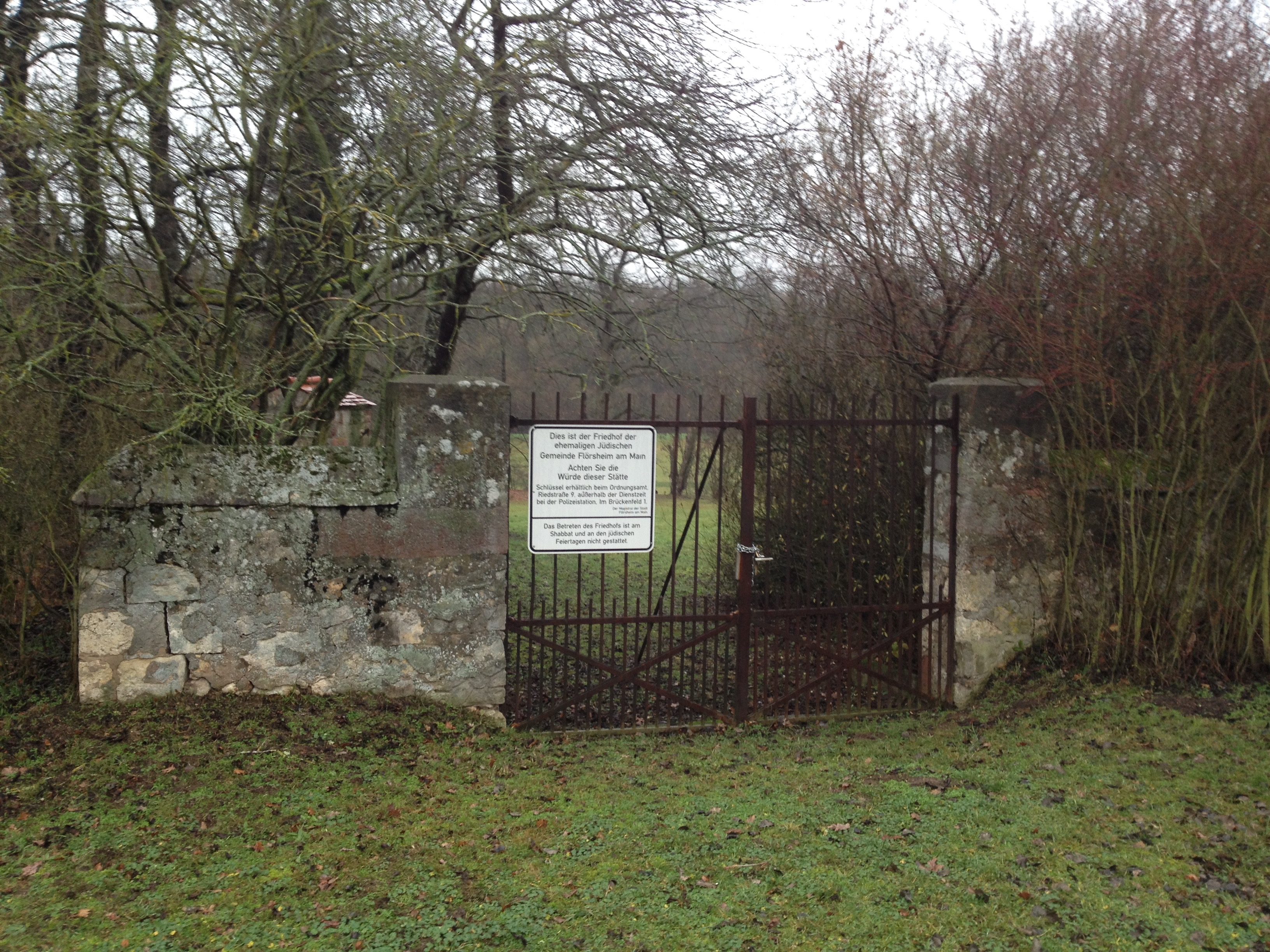
Eingang des jüdischen Friedhofs in Flörsheim am Main

Der jüdische Friedhof von Flörsheim am Main im südhessischen Main-Taunus-Kreis ist ein Kulturdenkmal und eine Holocaustgedenkstätte. Er liegt im Ortsteil Keramag/Falkenberg außerhalb der Ortslage, abgelegen in der Nähe des Wickerbachs und der Gemarkungsgrenze zu Hochheim am Main, mitten im Natur- und Landschaftsschutzgebiet Wickerbachaue von Flörsheim und Hochheim.
Der 3606 m² große Friedhof, angelegt im Pestjahr 1666, war früher dicht belegt. Aufgrund seiner Schändung zur Zeit des Nationalsozialismus stehen heute lediglich noch neun jüdische Grabsteine und eine 1947 errichtete Gedenktafel. Im Gedenken an die jüdischen Opfer erfolgt alljährlich am Volkstrauertag eine Kranzniederlegung durch offizielle Vertreter der Stadt.

## Geschichte
Bereits 1447 wurde ein jüdischer Friedhof schriftlich erwähnt, dessen Lage unbekannt ist und der vermutlich in der Nähe lag. Dieser Friedhof wurde letztmals 1771 schriftlich als „alter Judensand“ erwähnt.
Am 16. Juni 1666 brach in Flörsheim die Pest aus. Auf Antrag der jüdischen Gemeinde vom 1. Juli 1666, genehmigte das Mainzer Domkapitel am 9. September 1666 den Ankauf eines Grundstücks für den Friedhof „zu ewig zeiten“. Dieser hatte ursprünglich eine Größe von 125 m² und lag weit außerhalb der Stadt in der Nähe des Galgenbergs, der Flörsheimer Hinrichtungsstätte. Der Friedhof diente als Begräbnisstätte für die jüdischen Einwohner von Flörsheim, Weilbach, Wicker und Hochheim (bis zur Errichtung des dortigen jüdischen Friedhofs 1909).
Im Sommer 1938 verwüsteten Flörsheimer Einwohner den Friedhof und zertrümmerten viele der kunstvollen Grabsteine. Im Sinne der nationalsozialistischen „Entjudung des Grundbesitzes“ wurde der Friedhof 1940 und 1943 in zwei Teilstücken an einen Flörsheimer Gärtner verkauft, der die Grabsteintrümmer abräumte, das Gelände einebnete und darauf Getreide anbaute. Beim Pflügen kamen Leichenteile an die Oberfläche mit denen Kinder des nahen Ortsteils Keramag/Falkenberg spielten.

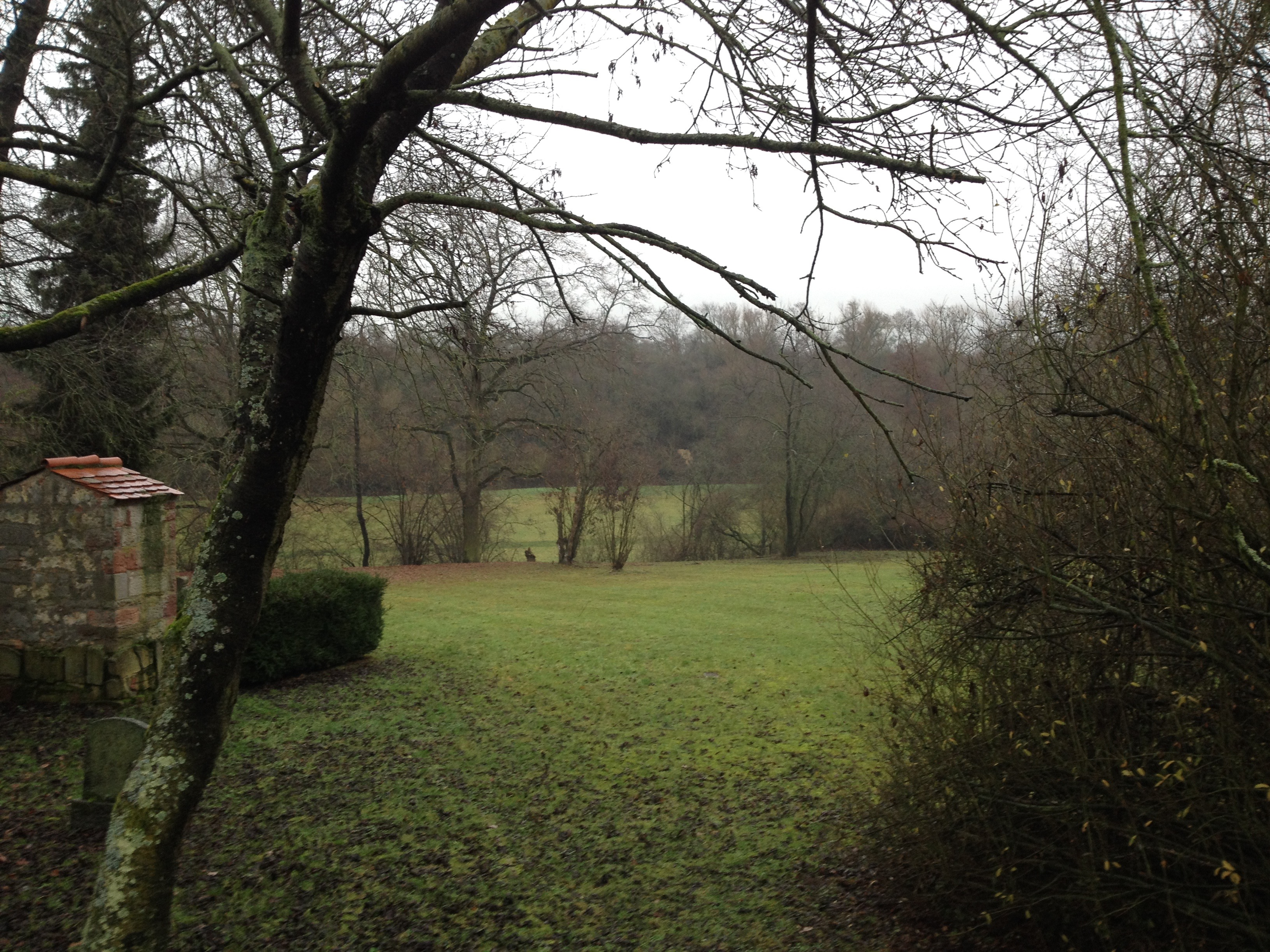
Abgeräumtes und eingeebnetes Gräberfeld des jüdischen Friedhofs in Flörsheim am Main

Nach dem Ende des Nationalsozialismus und des Zweiten Weltkriegs konnte der Friedhof nur zu einem kleinen Teil wieder hergerichtet werden. Eine Gedenktafel erinnert seit 1947 an die Toten und trägt die von masoretischen Psalmen eingerahmte Inschrift: 

„Hier ruhen die Angehörigen der jüdischen Religionsgemeinschaft von Flörsheim, Hochheim, Eddersheim und Weilbach. Jhre letzten Frauen, Männer u. Kinder wurden unter der Herrschaft der Gewalt um ihres Glaubens und ihrer Rasse willen geächtet, verfolgt, beraubt und vertrieben, ihr Gotteshaus zerstört und dieser sechshundertjährige Gottesacker geschändet. Die Gemeinde Flörsheim hat ihn im Jahre 1946 wieder hergerichtet, den Toten, die fern der Heimat starben, zur Ehre u. zum Andenken, den Lebenden zur Mahnung, den Vertriebenen zum Trost und Allen zum Frieden. Die Gemeinde Flörsheim a/Main“

Am 13. Februar 1963 wurde der in Flörsheim am Main geborene Widerstandskämpfer und Bundestagsabgeordnete Jakob Altmaier (1889–1963) unter großer Anteilnahme der Bevölkerung und Repräsentanten auf dem Friedhof beerdigt. Die Trauerreden hielten Carlo Schmid, Herbert Wehner und der israelische Botschafter Felix Elieser Shinnar.
Im November 1989 wurden sämtliche Grabsteine mit Hakenkreuzen und antisemitischen Parolen beschmiert. Im Januar 1993 wurden mehrere Grabsteine aus der Verankerung gerissen und ein Grabstein die Böschung zum Wickerbach hinabgeworfen.